# Махо, Михал
Михал Махо (словац. Michal Macho; 17 января 1982, Мартин, Чехословакия) — словацкий хоккеист, центральный нападающий.

## Карьера
В 1999 году Михал Махо начал свою профессиональную карьеру в ХК «Мартин», выступавшую в первой хоккейной лиге Словакии. За сезон Михал выходил на лед в 8 играх и забил 1 шайбу при 5 результативных передачах. Клуб занял второе место и получил путевку в Экстралигу. А на М. Махо обратили внимание тренеры молодёжной сборной и привлекли его к играм чемпионата 2000 года. В 4 играх Михал забил одну шайбу.
Следующие два сезона Михал играл за «Мартин» в Экстралиге. За два сезона Михал сыграл 77 игр, набрав 17+18 очков по системе «гол+пас».
На чемпионате 2002 года среди молодёжи (U20) Михал в 7 играх отметился 2 передачами.
С 2002 года он выступает за сильнейший клуб Экстралиги - «Слован» Он дважды становится чемпионом (2003, 2005) и завоевывает «бронзу» (2004). За 4 года он проводит 192 игры, набрав 30+36 очков.
На драфте НХЛ 2006 года на него обращает внимание «Сан-Хосе Шаркс».
Сезон 2006/07 Махо проводит в «Вустер Шаркс», выступающий в АХЛ. В 27 играх он отметился одной шайбой и шестью передачами.
Вернувшись в 2007 году в Словакию, Михал 12 игр проводит в ХК «Кошице», отметившись 2 передачами. Но к середине сезона он переходит в родной «Мартин». Проведя 96 игр, он набирает 33+63 очка. В 2008 году клуб завоевывает «бронзу». На чемпионате мира 2009 года он проводит одну игру.
С 2009 года он играет в чешской экстралиге за ХК «Млада Болеслав». За два сезона он проводит на льду 95 игр, набрав 19+31 очко.
Сезон 2011/12 он проводит в «Словане». Проведя 33 игры, он набирает 3+8 очков. А ХК «Слован» становится чемпионом.
В сезоне 2012/13 Михал Махо оказывается в ХК «Сарыарка» (Караганда), выступающей в ВХЛ.

## Достижения
- Чемпион Словацкой экстралиги: 2003, 2005, 2012 («Слован»)
- Обладатель Континентального кубка: 2009 («Мартин»)
- Обладатель Кубка Братины: 2014 («Сарыарка»)